# Carl Roth (Industrieller)
Carl Roth (* 6. Mai 1846 in Zweibrücken; † 14. April 1929 in Saarbrücken) war ein saarländischer Industrieller.

## Leben
Carl Roth studierte am Polytechnikum Zürich Ingenieurwissenschaften. Hier schloss er sich 1865 dem Corps Rhenania an. Er war der letzte Student, der bei Rhenania aktiv wurde, bevor diese wegen der sich in Zürich abzeichnenden Verschärfung der Duellgesetzgebung suspendieren musste. Von Zürich wechselte er an das Polytechnikum Karlsruhe und schloss sich dem dortigen Corps Franconia an.
Nach dem Ende seines Studiums kehrte er in seine westpfälzisch-saarländische Heimat zurück und entwickelte sich als Ingenieur und Unternehmer zu einer der Persönlichkeiten der Industrialisierung der Saarregion.
Eine spezielle technische Konstruktion, die auf ihn zurückging, war die seit 1891 von den badischen Staatsbahnen eingesetzte Schienenbefestigung nach Roth & Schüler.
Er war Gesellschafter des Zweibrücker Drahtwerks Roth, Heck & Schwinn. 1885 wurde er Teilhaber der Beckinger Schraubenwerke Fr. Karcher, C. Roth & Cie. Er gehörte zu den Hauptaktionären des 1897 von Theodor Sehmer gegründeten Saarbrücker Stahlgusswerkes. 1900 gründete er als Teilhaber der Firma Roth & Schüler das Homburger Eisenwerk.
Die von Roth & Schüler in der Mainzer Straße errichteten Arbeiterwohnhäuser zählen heute zu den Baudenkmälern der Stadt Homburg. Zu Beginn des 20. Jahrhunderts errichtete Roth eine Stiftung, um den Schülern der Königlichen Provinzial Gewerbeschule zu Saarbrücken, des heutigen Otto Hahn Gymnasiums, den Besuch des Deutschen Museums in München zu ermöglichen.

## Auszeichnungen
- Für seine Verdienste um die Industrialisierung wurde er zum Königlichen Kommerzienrat ernannt.